# トム・エリクソン
トム・エリクソン（Tom Erikson、1964年7月6日 - ）は、アメリカ合衆国の男性総合格闘家。イリノイ州シカゴハイツ出身。
ニックネームは「白鯨」「Big Cat」。その巨体と知名度にそぐわない実力から対戦相手が見つからず、全盛期は不遇だった。

## 来歴
レスリングにおいて、トライトン・カレッジでNJCAA王者に2回なり、編入したオクラホマ州立大学でNCAAディビジョン1のオールアメリカンに2回選ばれた。レスリング時代にはエマニュエル・ヤーブローに勝利した事もある。トップクラスのレスリング選手で構成されるrAwチームから総合格闘技に参戦した。
1997年6月15日、ブラジルで開催されたBrazil Open '97トーナメントに出場、決勝でケビン・ランデルマンと対戦し、KO勝ちを収め優勝。
1997年8月、レスリング世界選手権に出場するためレスリングに復帰。フリースタイル130kg級で4位に入った。
1997年10月11日、アメリカ合衆国で開催された組み技限定の格闘技イベント「THE CONTENDERS」で高阪剛と対戦し、体重差とレスリングでの経験を活かし終始ポジショニングで優位に立ち判定勝ち。
1997年11月29日、VALE TUDO JAPAN '97で初来日。エド・デ・クライフと対戦し、TKO勝ち。
2000年10月31日、PRIDE.11でヒース・ヒーリングと対戦し、スリーパーホールドで一本負け。
2004年3月27日、K-1でシャノン・ブリッグスと対戦し、KO負け。
2004年6月6日、K-1でヤン・"ザ・ジャイアント"・ノルキヤと対戦し、55秒でKO勝ち。
2005年5月20日、PRIDE.29でファブリシオ・ヴェウドゥムと対戦し、スリーパーホールドで一本負け。
2006年5月3日、HERO'S 2006 ミドル級世界最強王者決定トーナメント開幕戦でアントニオ・シウバにマウントパンチでTKO負け。

## 人物・エピソード
- ゲーリー・グッドリッジと親交が深く、お互いにセコンドに付く仲であった。
- マッチメイクの難航で総合格闘技での試合が組まれない為、キックボクシング団体であるK-1と契約を交わした。レスリング出身で打撃系格闘技経験が無いにもかかわらずマイク・ベルナルド、シャノン・ブリッグス等の強豪と対戦し黒星を楔したものの、エリクソン自身はカードを組んだ石井和義に感謝していたと言う。
- 主な弟子にWSOF王者のジョン・フィッチやショーン・マッコークルがいる。

## 戦績

### 総合格闘技
| 総合格闘技 戦績 | 総合格闘技 戦績 | 総合格闘技 戦績 | 総合格闘技 戦績 | 総合格闘技 戦績 | 総合格闘技 戦績 | 総合格闘技 戦績 |
| --------------- | --------------- | --------------- | --------------- | --------------- | --------------- | --------------- |
| 14 試合         | (T)KO           | 一本            | 判定            | その他          | 引き分け        | 無効試合        |
| 9 勝            | 5               | 3               | 1               | 0               | 1               | 0               |
| 4 敗            | 2               | 2               | 0               | 0               | 1               | 0               |

| 勝敗 | 対戦相手                           | 試合結果                      | 大会名                                                                   | 開催年月日     |
| ×    | アレクサンドル・ルング             | 1R 1:21 KO（パンチ連打）      | Strike FC 2: Mamaia                                                      | 2008年8月1日   |
| ×    | アントニオ・シウバ                 | 1R 2:49 TKO（マウントパンチ） | HERO'S 2006 ミドル級世界最強王者決定トーナメント開幕戦                   | 2006年5月3日   |
| ×    | ファブリシオ・ヴェウドゥム         | 1R 5:41 スリーパーホールド    | PRIDE.29 SURVIVAL                                                        | 2005年5月20日  |
| ○    | ティム・カタルフォ                 | 1R 2:35 スリーパーホールド    | PRIDE.19                                                                 | 2002年2月24日  |
| ○    | マット・スケルトン                 | 1R 1:11 ギロチンチョーク      | PRIDE.17                                                                 | 2001年11月3日  |
| ×    | ヒース・ヒーリング                 | 1R 6:17 スリーパーホールド    | PRIDE.11                                                                 | 2000年10月31日 |
| ○    | ゲーリー・グッドリッジ             | 10分2R終了 判定5-0            | PRIDE.8                                                                  | 1999年11月21日 |
| ○    | エド・デ・クライフ                 | 1R 0:37 TKO（マウントパンチ） | VALE TUDO JAPAN '97                                                      | 1997年11月29日 |
| ○    | ケビン・ランデルマン               | 1R 1:11 KO（パンチ）          | Brazil Open '97 【決勝】                                                 | 1997年6月15日  |
| ○    | パンテーラ・ネグロ                 | 1R 2:21 TKO（肘打ち）         | Brazil Open '97 【1回戦】                                                | 1997年6月15日  |
| ○    | デヴィン・ライト                   | 1R 0:44 TKO（タオル投入）     | World Fighting Federation                                                | 1997年2月14日  |
| △    | ムリーロ・ブスタマンチ             | 40分終了 ドロー               | Martial Arts Reality Superfighting 【リアリティー・トーナメント 決勝】   | 1996年11月22日 |
| ○    | ウィリー・ピータース               | 1R 0:30 ネッククランク        | Martial Arts Reality Superfighting 【リアリティー・トーナメント 準決勝】 | 1996年11月22日 |
| ○    | アレクサンドル・カラムツォフスキー | 1R 8:17 TKO（打撃）           | Martial Arts Reality Superfighting 【リアリティー・トーナメント 1回戦】  | 1996年11月22日 |

### グラップリング
| 勝敗 | 対戦相手                | 試合結果 | 大会名           | 開催年月日     |
| ×    | Janne-Pekka Pietiläinen |          | ADCC 2009 +99 kg | 2009年         |
| ×    | ジェフ・モンソン        |          | ADCC 2001 +99 kg | 2001年         |
| ○    | ホベルト・トラヴェン    | ポイント | ADCC 2001 +99 kg | 2001年         |
| ○    | 高阪剛                  | 判定     | THE CONTENDERS   | 1997年10月11日 |

### キックボクシング
| キックボクシング 戦績 | キックボクシング 戦績 | キックボクシング 戦績 | キックボクシング 戦績 | キックボクシング 戦績 | キックボクシング 戦績 | キックボクシング 戦績 |
| --------------------- | --------------------- | --------------------- | --------------------- | --------------------- | --------------------- | --------------------- |
| 5 試合                | (T)KO                 | 判定                  | その他                | 引き分け              | 無効試合              |                       |
| 1 勝                  | 1                     | 0                     | 0                     | 0                     | 0                     |                       |
| 4 敗                  | 4                     | 0                     | 0                     | 0                     | 0                     |                       |

| 勝敗 | 対戦相手                           | 試合結果                   | 大会名                                         | 開催年月日    |
| ×    | ヤン・"ザ・ジャイアント"・ノルキヤ | 1R 1:05 KO（左フック）     | 日韓親善国際格闘技大会 GLADIATOR 【K-1ルール】 | 2008年8月16日 |
| ○    | ヤン・"ザ・ジャイアント"・ノルキヤ | 1R 0:55 KO（右ストレート） | K-1 WORLD GP 2004 in NAGOYA                    | 2004年6月6日  |
| ×    | シャノン・ブリッグス               | 1R 1:02 KO（右ストレート） | K-1 WORLD GP 2004 in SAITAMA                   | 2004年3月27日 |
| ×    | 天田ヒロミ                         | 4R 1:14 KO（右フック）     | K-1 BEAST 2003 〜山形初上陸〜                  | 2003年4月6日  |
| ×    | マイク・ベルナルド                 | 1R 2:30 KO（右フック）     | K-1 ANDY SPIRITS 2002 〜JAPAN GP 決勝戦〜      | 2002年9月22日 |

## 獲得タイトル
- Brazil Open '97 優勝（1997年）

## 表彰
- レスリング NCAAディビジョン1 オールアメリカン（1986年、1987年）